# 2016 日本女子サッカーリーグ
- 日本女子サッカーリーグ  > 2016 日本女子サッカーリーグ
- 2016年のスポーツ  >  2016年のサッカー  > 2016 日本女子サッカーリーグ

2016 日本女子サッカーリーグ（2016 にほんじょしサッカーリーグ）は、2016年に開催された第28回の日本女子サッカーリーグである。

## 概要
2008年から引き続きプレナスが冠スポンサーを務め、「プレナスなでしこリーグ」「プレナスチャレンジリーグ」の名称で行われる。
2016年1月28日に以下の大会概要が、2月5日に競技日程がそれぞれ発表された。
なでしこリーグ1部・2部については、当初リオデジャネイロオリンピック本大会に日本女子代表が出場するものと想定して強化期間が設定された関係で、6月から9月までの3か月間一時中断、その間はプレナスなでしこリーグカップ2016を開催する日程が組まれている。
1. ↑  アジア予選は3月に大阪で集中開催されたが、日本は出場権を獲得することが出来なかった[3]

なでしこリーグ1部
- 3年ぶりに全10クラブによる2回総当たりのリーグ戦に戻る（前年まであった「エキサイティングシリーズ」は行われない。）。
- 3年ぶりにカップ戦としてプレナスなでしこリーグカップ1部が復活。
- 開催日程：3月26日-10月23日
5月29日の第11節終了を以って9月10日（第12節）まで3か月中断

なでしこリーグ2部
- 全10クラブによる2回総当たり。
- 2部クラブ同士によるプレナスなでしこリーグカップ2部が行われる。
- 開催日程：3月26日-10月16日
同様に6月4日の第12節終了を以って9月10日（第13節）まで3か月中断

チャレンジリーグ
- 全12クラブを「EAST」「WEST」に分け、それぞれ3回総当たりで対戦する。
- リーグ終了後、EASTおよびWESTの1位と2位、3位と4位、5位と6位が3グループに分かれ、各グループ4クラブにてプレーオフを行い、順位を決定する。
- 開催日程
  - EAST： 4月10日-7月24日
  - WEST： 4月10日-7月23日
  - プレーオフ（順位決定戦）： 8月27日-9月11日

## 2016年の参加チーム

### なでしこリーグ1部
| チーム名                               | 監督       | ホームタウン         | 前年成績        |
| -------------------------------------- | ---------- | -------------------- | --------------- |
| ベガルタ仙台レディース                 | 千葉泰伸   | 宮城県仙台市         | なでしこ1部 2位 |
| 浦和レッドダイヤモンズ・レディース     | 吉田靖     | 埼玉県さいたま市     | なでしこ1部 6位 |
| ジェフユナイテッド市原・千葉レディース | 三上尚子   | 千葉県市原市・千葉市 | なでしこ1部 5位 |
| 日テレ・ベレーザ                       | 森栄次     | 東京都稲城市         | なでしこ1部 1位 |
| アルビレックス新潟レディース           | 辛島啓珠 ※ | 新潟県新潟市・聖籠町 | なでしこ1部 4位 |
| AC長野パルセイロ・レディース           | 本田美登里 | 長野県長野市         | なでしこ2部 1位 |
| 伊賀フットボールクラブくノ一           | 金鐘達     | 三重県伊賀市         | なでしこ1部 7位 |
| コノミヤ・スペランツァ大阪高槻         | 本並健治   | 大阪府高槻市         | なでしこ1部 9位 |
| INAC神戸レオネッサ                     | 松田岳夫   | 兵庫県神戸市         | なでしこ1部 3位 |
| 岡山湯郷Belle                          | 櫻井庄吾   | 岡山県美作市         | なでしこ1部 8位 |

1. ↑  ※印は新任
2. ↑  『スペランツァFC大阪高槻』よりチーム名称変更

#### 監督交代
| チーム名                     | 前監督   | 退任日  | 監督代行                                             | 新監督   | 就任日  | 備考           |
| ---------------------------- | -------- | ------- | ---------------------------------------------------- | -------- | ------- | -------------- |
| 伊賀フットボールクラブくノ一 | 金鐘達   | 5月11日 | 林一章(コーチ)                                       | 野田朱美 | 5月16日 | 外部からの招聘 |
| 岡山湯郷Belle                | 櫻井庄吾 | 6月1日  | 結城治男(コーチ) → 谷口博志(コーチ) → 森周三(コーチ) | 亘崇詞   | 12月1日 | 外部からの招聘 |

### なでしこリーグ2部
| チーム名                 | 監督       | ホームタウン       | 前年成績           |
| ------------------------ | ---------- | ------------------ | ------------------ |
| ちふれASエルフェン埼玉   | 元井淳 ※   | 埼玉県狭山市       | なでしこ1部 10位   |
| スフィーダ世田谷FC       | 川辺学 ※   | 東京都世田谷区     | なでしこ2部 4位    |
| 日体大 FIELDS 横浜       | 矢野晴之介 | 神奈川県横浜市     | なでしこ2部 3位    |
| ニッパツ横浜FCシーガルズ | 中村宏紀   | 神奈川県横浜市     | チャレンジEAST 1位 |
| ノジマステラ神奈川相模原 | 菅野将晃   | 神奈川県相模原市   | なでしこ2部 2位    |
| セレッソ大阪堺レディース | 竹花友也   | 大阪府大阪市・堺市 | チャレンジWEST 1位 |
| ASハリマ アルビオン      | 田渕径二   | 兵庫県姫路市       | なでしこ2部 7位    |
| FC吉備国際大学Charme     | 太田真司   | 岡山県高梁市       | なでしこ2部 8位    |
| アンジュヴィオレ広島     | 奥村優之   | 広島県広島市       | なでしこ2部 5位    |
| 愛媛FCレディース         | 川井健太   | 愛媛県松山市       | なでしこ2部 6位    |

1. ↑  ※印は新任
2. ↑  『ASエルフェン埼玉』よりチーム名称変更
3. ↑  『横浜FCシーガルズ』よりチーム名称変更
4. 1 2  プレーオフ1位の常盤木学園は「なでしこリーグガイドライン」未申請のため2プレーオフ2位のセレッソ大阪堺レディースが自動昇格。プレーオフ3位の横浜FCシーガルズが入れ替え戦行きとなり、横浜FCは福岡J・アンクラスに勝利したため2部昇格となった。

#### 監督交代
| チーム名             | 前監督   | 退任日  | 新監督   | 就任日  | 備考                 |
| -------------------- | -------- | ------- | -------- | ------- | -------------------- |
| アンジュヴィオレ広島 | 奥村優之 | 4月28日 | 内藤就行 | 4月28日 | ヘッドコーチから昇格 |
| アンジュヴィオレ広島 | 内藤就行 | 9月1日  | 奥村優之 | 9月1日  | GM兼任               |

### チャレンジリーグ

#### EAST
| チーム名                        | 監督       | ホームタウン   | 前年成績           |
| ------------------------------- | ---------- | -------------- | ------------------ |
| ノルディーア北海道              | 藤原英昭 ※ | 北海道札幌市   | チャレンジEAST 5位 |
| 常盤木学園高等学校              | 阿部由晴   | 宮城県仙台市   | チャレンジEAST 2位 |
| つくばFCレディース              | 福浦隆晃   | 茨城県つくば市 | チャレンジEAST 6位 |
| オルカ鴨川FC                    | 北本綾子   | 千葉県鴨川市   | 千葉県1部 1位      |
| 大和シルフィード                | 佐藤美雪   | 神奈川県大和市 | チャレンジEAST 4位 |
| JAPANサッカーカレッジレディース | 板垣雄平 ※ | 新潟県聖籠町   | なでしこ2部 10位   |

#### WEST
| チーム名                       | 監督       | ホームタウン   | 前年成績           |
| ------------------------------ | ---------- | -------------- | ------------------ |
| 新潟医療福祉大学女子サッカー部 | 奥山達之 ※ | 新潟県新潟市   | チャレンジEAST 3位 |
| JFAアカデミー福島              | 木村リエ   | 静岡県御殿場市 | チャレンジWEST 3位 |
| 静岡産業大学磐田ボニータ       | 村松大介   | 静岡県磐田市   | チャレンジWEST 2位 |
| NGU名古屋FCレディース          | 菅野裕二   | 愛知県名古屋市 | チャレンジWEST 5位 |
| バニーズ京都SC                 | 千本哲也   | 京都府京都市   | チャレンジWEST 4位 |
| 福岡J・アンクラス              | 山口剛     | 福岡県春日市   | なでしこ2部 9位    |

1. 1 2  ※印は新任
2. ↑  JFAアカデミー福島の本来の所在地は福島県である。JFAアカデミー福島#一時避難を参照。

#### 監督交代
| チーム名           | 前監督   | 退任日 | 新監督     | 就任日 | 備考             |
| ------------------ | -------- | ------ | ---------- | ------ | ---------------- |
| ノルディーア北海道 | 藤原英昭 | 6月3日 | 浮田あきな | 6月3日 | コーチからの昇格 |

## 結果

### なでしこリーグ1部
| 順   | チーム                                 | 試 | 勝 | 分 | 敗 | 得 | 失 | 差  | 点 | 降格または残留                                     |
| ---- | -------------------------------------- | -- | -- | -- | -- | -- | -- | --- | -- | -------------------------------------------------- |
| 優勝 | 日テレ・ベレーザ                       | 18 | 14 | 2  | 2  | 48 | 8  | +40 | 44 |                                                    |
| 2    | INAC神戸レオネッサ                     | 18 | 12 | 1  | 5  | 40 | 19 | +21 | 37 |                                                    |
| 3    | AC長野パルセイロ・レディース           | 18 | 12 | 1  | 5  | 38 | 34 | +4  | 37 |                                                    |
| 4    | ベガルタ仙台レディース                 | 18 | 10 | 1  | 7  | 29 | 20 | +9  | 31 |                                                    |
| 5    | アルビレックス新潟レディース           | 18 | 9  | 3  | 6  | 23 | 21 | +2  | 30 |                                                    |
| 6    | 伊賀フットボールクラブくノ一           | 18 | 6  | 3  | 9  | 14 | 18 | −4  | 21 |                                                    |
| 7    | ジェフユナイテッド市原・千葉レディース | 18 | 5  | 5  | 8  | 19 | 24 | −5  | 20 |                                                    |
| 8    | 浦和レッドダイヤモンズ・レディース     | 18 | 6  | 1  | 11 | 18 | 24 | −6  | 19 |                                                    |
| 9    | コノミヤ・スペランツァ大阪高槻 (R)     | 18 | 3  | 2  | 13 | 13 | 46 | −33 | 11 | 1部・2部入替戦に出場, 2017 なでしこリーグ2部へ降格 |
| 10   | 岡山湯郷Belle (R)                      | 18 | 3  | 1  | 14 | 13 | 41 | −28 | 10 | 2017 なでしこリーグ2部へ降格                       |

最終更新は2016年10月23日の試合終了時
出典: 順位（なでしこリーグ1部）
順位の決定基準: 1.勝点 2.得失点差 3.総ゴール数 4.直接対決の結果 5.警告数 6.抽選.

### なでしこリーグ2部
| 順 | チーム                       | 試 | 勝 | 分 | 敗 | 得 | 失 | 差  | 点 | 昇降格または残留                                  |
| -- | ---------------------------- | -- | -- | -- | -- | -- | -- | --- | -- | ------------------------------------------------- |
| 1  | ノジマステラ神奈川相模原 (P) | 18 | 14 | 4  | 0  | 47 | 6  | +41 | 46 | 2017 なでしこリーグ1部へ昇格                      |
| 2  | ちふれASエルフェン埼玉 (P)   | 18 | 12 | 5  | 1  | 39 | 9  | +30 | 41 | 1部・2部入替戦に出場,2017 なでしこリーグ1部へ昇格 |
| 3  | セレッソ大阪堺レディース     | 18 | 8  | 7  | 3  | 34 | 24 | +10 | 31 |                                                   |
| 4  | 愛媛FCレディース             | 18 | 8  | 5  | 5  | 27 | 30 | −3  | 29 |                                                   |
| 5  | スフィーダ世田谷FC           | 18 | 6  | 5  | 7  | 24 | 24 | 0   | 23 |                                                   |
| 6  | 日体大 FIELDS 横浜           | 18 | 5  | 5  | 8  | 24 | 27 | −3  | 20 |                                                   |
| 7  | ASハリマ アルビオン          | 18 | 5  | 3  | 10 | 17 | 24 | −7  | 18 |                                                   |
| 8  | ニッパツ横浜FCシーガルズ     | 18 | 4  | 5  | 9  | 22 | 33 | −11 | 17 |                                                   |
| 9  | FC吉備国際大学Charme         | 18 | 5  | 2  | 11 | 17 | 42 | −25 | 17 | 2部・チャレンジ入替戦に出場, 残留                 |
| 10 | アンジュヴィオレ広島 (R)     | 18 | 1  | 3  | 14 | 14 | 46 | −32 | 6  | 2017 チャレンジリーグへ降格                       |

最終更新は2016年10月16日の試合終了時
出典: 順位（なでしこリーグ2部）
順位の決定基準: 1.勝点 2.得失点差 3.総ゴール数 4.直接対決の結果 5.警告数 6.抽選.

### チャレンジリーグ

#### チャレンジリーグEAST
2016年7月24日全日程終了
| 順 | チーム                          | 試 | 勝 | 分 | 敗 | 得 | 失 | 差  | 点 | 備考                     |
| -- | ------------------------------- | -- | -- | -- | -- | -- | -- | --- | -- | ------------------------ |
| 1  | オルカ鴨川FC                    | 15 | 13 | 0  | 2  | 35 | 2  | +33 | 39 | 順位決定戦1位-4位に出場  |
| 2  | 大和シルフィード                | 15 | 10 | 1  | 4  | 29 | 14 | +15 | 31 | 順位決定戦1位-4位に出場  |
| 3  | ノルディーア北海道              | 15 | 6  | 3  | 6  | 23 | 25 | −2  | 21 | 順位決定戦5位-8位に出場  |
| 4  | 常盤木学園高等学校              | 15 | 5  | 4  | 6  | 17 | 28 | −11 | 19 | 順位決定戦5位-8位に出場  |
| 5  | つくばFCレディース              | 15 | 5  | 1  | 9  | 15 | 27 | −12 | 16 | 順位決定戦9位-12位に出場 |
| 6  | JAPANサッカーカレッジレディース | 15 | 1  | 1  | 13 | 9  | 32 | −23 | 4  | 順位決定戦9位-12位に出場 |

出典: 日本女子サッカーリーグ・チャレンジイースト順位表

#### チャレンジリーグWEST
2016年7月24日全日程終了
| 順 | チーム                         | 試 | 勝 | 分 | 敗 | 得 | 失 | 差  | 点 | 備考                     |
| -- | ------------------------------ | -- | -- | -- | -- | -- | -- | --- | -- | ------------------------ |
| 1  | 静岡産業大学磐田ボニータ       | 15 | 10 | 3  | 2  | 32 | 14 | +18 | 33 | 順位決定戦1位-4位に出場  |
| 2  | バニーズ京都SC                 | 15 | 10 | 1  | 4  | 25 | 15 | +10 | 31 | 順位決定戦1位-4位に出場  |
| 3  | JFAアカデミー福島              | 15 | 6  | 2  | 7  | 25 | 24 | +1  | 20 | 順位決定戦5位-8位に出場  |
| 4  | 福岡J・アンクラス              | 15 | 5  | 3  | 7  | 24 | 26 | −2  | 18 | 順位決定戦5位-8位に出場  |
| 5  | NGU名古屋FCレディース          | 15 | 4  | 3  | 8  | 14 | 27 | −13 | 15 | 順位決定戦9位-12位に出場 |
| 6  | 新潟医療福祉大学女子サッカー部 | 15 | 1  | 6  | 8  | 15 | 29 | −14 | 9  | 順位決定戦9位-12位に出場 |

出典: 日本女子サッカーリーグ・チャレンジイースト順位表

#### チャレンジリーグ順位決定戦1位-4位
2016年9月11日全日程終了
| 順 | チーム                   | 試 | 勝 | 分 | 敗 | 得 | 失 | 差 | 点 | 昇格または残留                    |
| -- | ------------------------ | -- | -- | -- | -- | -- | -- | -- | -- | --------------------------------- |
| 1  | オルカ鴨川FC (P)         | 3  | 3  | 0  | 0  | 6  | 2  | +4 | 9  | 2017 なでしこリーグ2部へ昇格      |
| 2  | 大和シルフィード         | 3  | 1  | 1  | 1  | 2  | 2  | 0  | 4  | 2部・チャレンジ入替戦に出場, 残留 |
| 3  | 静岡産業大学磐田ボニータ | 3  | 1  | 1  | 1  | 3  | 4  | −1 | 4  |                                   |
| 4  | バニーズ京都SC           | 3  | 0  | 0  | 3  | 3  | 6  | −3 | 0  |                                   |

出典: 日本女子サッカーリーグ・チャレンジ1位 - 4位順位表

#### チャレンジリーグ順位決定戦5位-8位
2016年9月11日全日程終了
| 順 | チーム             | 試 | 勝 | 分 | 敗 | 得 | 失 | 差 | 点 |
| -- | ------------------ | -- | -- | -- | -- | -- | -- | -- | -- |
| 5  | ノルディーア北海道 | 3  | 2  | 1  | 0  | 5  | 1  | +4 | 7  |
| 6  | JFAアカデミー福島  | 3  | 2  | 0  | 1  | 6  | 4  | +2 | 6  |
| 7  | 福岡J・アンクラス  | 3  | 1  | 1  | 1  | 2  | 2  | 0  | 4  |
| 8  | 常盤木学園高等学校 | 3  | 0  | 0  | 3  | 2  | 8  | −6 | 0  |

出典: 日本女子サッカーリーグ・チャレンジ5位 - 8位順位表

#### チャレンジリーグ順位決定戦9位-12位
2016年9月10日全日程終了
| 順 | チーム                              | 試 | 勝 | 分 | 敗 | 得 | 失 | 差 | 点 | 降格または残留                                   |
| -- | ----------------------------------- | -- | -- | -- | -- | -- | -- | -- | -- | ------------------------------------------------ |
| 9  | 新潟医療福祉大学女子サッカー部      | 3  | 3  | 0  | 0  | 8  | 2  | +6 | 9  |                                                  |
| 10 | NGU名古屋FCレディース               | 3  | 1  | 1  | 1  | 5  | 4  | +1 | 4  |                                                  |
| 11 | つくばFCレディース                  | 3  | 1  | 1  | 1  | 1  | 2  | −1 | 4  | チャレンジリーグ入替戦に出場, 残留               |
| 12 | JAPANサッカーカレッジレディース (R) | 3  | 0  | 0  | 3  | 1  | 7  | −6 | 0  | チャレンジリーグ入替戦に出場, 北信越リーグへ降格 |

出典: 日本女子サッカーリーグ・チャレンジ9位 - 12位順位表

## 表彰
表彰式は2016年10月25日に行われた。

### 表彰式 受賞者
| 賞                  | 受賞者                     | 所属                                   |
| なでしこリーグ      | なでしこリーグ             | なでしこリーグ                         |
| ------------------- | -------------------------- | -------------------------------------- |
| 最優秀選手賞（MVP） | 阪口夢穂                   | 日テレ・ベレーザ                       |
| 得点王              | 田中美南（18得点）         | 日テレ・ベレーザ                       |
| 敢闘賞              | 横山久美                   | AC長野パルセイロレディース             |
| 新人賞              | 杉田妃和                   | INAC神戸レオネッサ                     |
| ベストイレブン      | 山下杏也加（GK）           | 日テレ・ベレーザ                       |
| ベストイレブン      | 岩清水梓（DF）             | 日テレ・ベレーザ                       |
| ベストイレブン      | 有吉佐織（DF）             | 日テレ・ベレーザ                       |
| ベストイレブン      | 村松智子（DF）             | 日テレ・ベレーザ                       |
| ベストイレブン      | 阪口夢穂（MF）             | 日テレ・ベレーザ                       |
| ベストイレブン      | 籾木結花（MF）             | 日テレ・ベレーザ                       |
| ベストイレブン      | 川村優理（MF）             | ベガルタ仙台レディース                 |
| ベストイレブン      | 鮫島彩（MF）               | INAC神戸レオネッサ                     |
| ベストイレブン      | 上尾野辺めぐみ（MF）       | アルビレックス新潟レディース           |
| ベストイレブン      | 田中美南（FW）             | 日テレ・ベレーザ                       |
| ベストイレブン      | 横山久美（FW）             | AC長野パルセイロレディース             |
| 優勝監督賞          | 森栄次                     | 日テレ・ベレーザ                       |
| フェアプレー賞      | 日テレ・ベレーザ           |                                        |
| なでしこリーグ2部   |                            |                                        |
| 最優秀選手賞（MVP） | 尾山沙希                   | ノジマステラ神奈川相模原               |
| 得点王              | 南野亜里沙（11得点）       | ノジマステラ神奈川相模原               |
| 得点王              | ミッシェル・パオ（11得点） | ノジマステラ神奈川相模原               |
| 得点王              | 植村祥子（11得点）         | 日体大FIELDS横浜                       |
| 新人賞              | 高木ひかり                 | ノジマステラ神奈川相模原               |
| フェアプレー賞      | ちふれASエルフェン埼玉     |                                        |
| チャレンジリーグ    |                            |                                        |
| 最優秀選手賞（MVP） | 松長佳恵                   | オルカ鴨川FC                           |
| 得点王              | 平野麻美（14得点）         | 静岡産業大学磐田ボニータ               |
| 新人賞              | 三堀静佳                   | 大和シルフィード                       |
| フェアプレー賞      | バニーズ京都SC             |                                        |
| その他表彰          |                            |                                        |
| 通算200試合出場     | 上尾野辺めぐみ             | アルビレックス新潟レディース           |
| 通算200試合出場     | 深澤里沙                   | ジェフユナイテッド市原・千葉レディース |
| 通算200試合出場     | 阪口夢穂                   | 日テレ・ベレーザ                       |
| 通算200試合出場     | 加戸由佳                   | 岡山湯郷Belle                          |
| 最優秀審判賞        | 梶山芙紗子                 |                                        |

## 入れ替え

### なでしこリーグ1部となでしこリーグ2部
なでしこリーグ1部10位となでしこリーグ2部1位は自動入れ替え。なでしこリーグ1部9位となでしこリーグ2部2位のチームでホーム&アウェイ方式による入れ替え戦を実施し、勝者が1部へ昇格または残留する。

#### なでしこリーグ1部・2部入替戦
日程は以下の通りである。
| 2016年11月13日 14:00 |

| ちふれASエルフェン埼玉                                        | 4 - 1    | コノミヤスペランツァFC大阪高槻 |
| 鈴木薫子 13分 · 高野紗希 19分 · 吉谷茜音 42分 · 高橋彩織 71分 | レポート | 壷井綾子 57分                  |

| 鴻巣市立陸上競技場, 鴻巣市 観客数: 892 主審: 山下良美 |

| 2016年11月20日 13:00 |

| コノミヤスペランツァFC大阪高槻 | 0 - 1    | ちふれASエルフェン埼玉 |
|                                | レポート | 薊理絵 47分            |

| 高槻市萩谷総合運動公園サッカー場, 高槻市 観客数: 850 主審: 今泉奈美 |

2試合合計で5-1となり、ちふれASエルフェン埼玉の1部昇格が決定した。

### なでしこリーグ2部とチャレンジリーグ
なでしこリーグ2部10位とチャレンジリーグ1位は自動入れ替え。なでしこリーグ2部9位とチャレンジリーグ2位のチームでホーム&アウェイ方式による入れ替え戦を実施し、勝者がなでしこリーグ2部へ昇格または残留する。ただしチャレンジリーグのチームは、「なでしこリーグガイドライン」の認定を受けているチームに限り昇格できる。

#### なでしこリーグ2部・チャレンジリーグ入替戦
日程は以下の通りとなる。
| 2016年11月13日 13:00 |

| 大和シルフィード | 0 - 2    | FC吉備国際大学Charme            |
|                  | レポート | 池尻茉由 16分 · 濱本まりん 55分 |

| 大和なでしこスタジアム, 大和市 観客数: 1,736 主審: 坊薗真琴 |

| 2016年11月19日 13:00 |

| FC吉備国際大学Charme            | 2 - 0    | 大和シルフィード |
| 池尻茉由 21分 · 濱本まりん 88分 | レポート |                  |

| 岡山県津山陸上競技場, 津山市 観客数: 661 主審: 千葉恵美 |

2試合合計で4-0でFC吉備国際大学Charmeの2部残留が決定した。

### チャレンジリーグと地域リーグ
チャレンジリーグEASTおよびWESTのそれぞれの最下位のチームが、地域リーグからの2チームとホーム&アウェイ方式の入れ替え戦を実施し、勝者がチャレンジリーグに昇格または残留する。なお地域リーグからのチャレンジリーグ参入希望チーム数により、以下の通り入れ替え戦を実施する。
- 参入希望チームがない場合は入れ替えは行わない
- 参入希望チームが1チームの場合は、チャレンジリーグEASTおよびWESTのそれぞれの最下位のチームによる入れ替え戦進出チーム決定戦を実施したうえで入れ替え戦を実施する
- 参入希望チームが2チームの場合は、それらのチームと入れ替え戦を実施する
- 参入希望チームが3チーム以上の場合は、それらのチームにより予選大会を実施したうえで入れ替え戦を実施する

#### チャレンジリーグ入替戦予選大会
大会方式は以下の通り。
- 出場8チームを4チームずつの2グループに分け、それぞれ1回戦総当たりのリーグ戦を行う。
- リーグ戦では、決着しない場合はPK戦で決着を付ける。リーグ戦の勝ち点は「勝ち3・PK戦勝ち2・負け0」。
- リーグ戦各組の1位同士・2位同士でそれぞれ順位決定戦を行い、1位から4位までを決定する。
- 試合時間は70分。

##### Aグループ
| 順 | チーム                      | 試 | 勝 | PK勝 | 敗 | 得 | 失 | 差 | 点 | 出場権または降格        |
| -- | --------------------------- | -- | -- | ---- | -- | -- | -- | -- | -- | ----------------------- |
| 1  | MITO EIKO FC 茨城レディース | 3  | 2  | 0    | 1  | 5  | 1  | +4 | 6  | 予選大会決勝に出場      |
| 2  | 南葛SCウィングス            | 3  | 2  | 0    | 1  | 4  | 3  | +1 | 6  | 予選大会3位決定戦に出場 |
| 3  | ディオッサ出雲F.C.          | 3  | 0  | 2    | 1  | 2  | 3  | −1 | 4  |                         |
| 4  | INAC神戸レオンチーナ        | 3  | 0  | 0    | 3  | 0  | 4  | −4 | 0  |                         |

| 2016年11月3日 11:00 |

| ディオッサ出雲F.C. | 1 - 1    | MITO EIKO FC 茨城レディース |
| 3分 (o.g.)         | レポート | 庵原碧 59分                 |
|                    | PK戦     |                             |
|                    | 5 - 4    |                             |

| 時之栖スポーツセンター裾野グラウンド, 裾野市 観客数: 123 主審: 小野田伊佐子 |

| 2016年11月3日 14:00 |

| INAC神戸レオンチーナ        | 0 - 2    | 南葛SCウィングス |
| 森田順子 5分 · 平田真穂 8分 | レポート |                  |

| 時之栖スポーツセンター裾野グラウンド, 裾野市 観客数: 101 主審: 兼松春奈 |

| 2016年11月4日 11:00 |

| MITO EIKO FC 茨城レディース       | 2 - 0    | INAC神戸レオンチーナ |
| 佐藤ケリー 10分 · 横須賀汐那 58分 | レポート |                      |

| 時之栖スポーツセンター裾野グラウンド, 裾野市 観客数: 82 主審: 楠本成美 |

| 2016年11月4日 14:00 |

| ディオッサ出雲F.C. | 1 - 2    | 南葛SCウィングス                |
| 瀧澤沙樹 36分      | レポート | 山田あさひ 13分 · 平田真穂 29分 |

| 時之栖スポーツセンター裾野グラウンド, 裾野市 観客数: 91 主審: 松浦波瑠夏 |

| 2016年11月5日 11:00 |

| 南葛SCウィングス | 0 - 2    | MITO EIKO FC 茨城レディース |
|                  | レポート | 木村凜 49分 · 小島未愛 61分 |

| 時之栖スポーツセンター裾野グラウンド, 裾野市 観客数: 68 主審: 徳永光恵 |

| 2016年11月5日 14:00 |

| INAC神戸レオンチーナ | 0 - 0    | ディオッサ出雲F.C. |
|                      | レポート |                    |
|                      | PK戦     |                    |
|                      | 3 - 4    |                    |

| 時之栖スポーツセンター裾野グラウンド, 裾野市 観客数: 82 主審: 横田碧 |

##### Bグループ
| 順 | チーム                           | 試 | 勝 | PK勝 | 敗 | 得 | 失 | 差 | 点 | 出場権または降格        |
| -- | -------------------------------- | -- | -- | ---- | -- | -- | -- | -- | -- | ----------------------- |
| 1  | FC十文字VENTUS                   | 3  | 2  | 1    | 0  | 3  | 0  | +3 | 8  | 予選大会決勝に出場      |
| 2  | セレッソ大阪堺ガールズ           | 3  | 2  | 0    | 1  | 4  | 1  | +3 | 6  | 予選大会3位決定戦に出場 |
| 3  | ノジマステラ神奈川相模原ドゥーエ | 3  | 0  | 1    | 2  | 1  | 5  | −4 | 2  |                         |
| 4  | ヴィクサーレ沖縄FCナビィータ     | 3  | 0  | 0    | 3  | 2  | 4  | −2 | 0  |                         |

| 2016年11月3日 11:00 |

| FC十文字VENTUS | 1 - 0    | ヴィクサーレ沖縄FCナビィータ |
| 村上真帆 8分   | レポート |                              |

| 時之栖スポーツセンター裾野グラウンド, 裾野市 観客数: 103 主審: 楠本成美 |

| 2016年11月3日 14:00 |

| ノジマステラ神奈川相模原ドゥーエ | 0 - 2    | セレッソ大阪堺ガールズ        |
|                                  | レポート | 木戸梨聖 63分 · 李誠雅 70+3分 |

| 時之栖スポーツセンター裾野グラウンド, 裾野市 観客数: 89 主審: 松浦波瑠夏 |

| 2016年11月4日 11:00 |

| ヴィクサーレ沖縄FCナビィータ | 1 - 1    | ノジマステラ神奈川相模原ドゥーエ |
| ジョバーニャ 23分            | レポート | 田村かのん 58分                  |
|                              | PK戦     |                                  |
|                              | 4 - 5    |                                  |

| 時之栖スポーツセンター裾野グラウンド, 裾野市 観客数: 68 主審: 小野田伊佐子 |

| 2016年11月4日 14:00 |

| FC十文字VENTUS | 0 - 0    | セレッソ大阪堺ガールズ |
|                | レポート |                        |
|                | PK戦     |                        |
|                | 5 - 4    |                        |

| 時之栖スポーツセンター裾野グラウンド, 裾野市 観客数: 63 主審: 近藤恭子 |

| 2016年11月5日 11:00 |

| セレッソ大阪堺ガールズ        | 2 - 1    | ヴィクサーレ沖縄FCナビィータ |
| 高橋知菜 50分 · 松本歩音 55分 | レポート | ジョバーニャ 44分            |

| 時之栖スポーツセンター裾野グラウンド, 裾野市 観客数: 71 主審: 三浦なみか |

| 2016年11月5日 14:00 |

| ノジマステラ神奈川相模原ドゥーエ | 0 - 2    | FC十文字VENTUS                  |
|                                  | レポート | 村上真帆 30分 · 松本茉奈加 37分 |

| 時之栖スポーツセンター裾野グラウンド, 裾野市 観客数: 135 主審: 的崎睦子 |

##### 3位決定戦
| 2016年11月6日 10:00 |

| 南葛SCウィングス              | 2 - 0    | セレッソ大阪堺ガールズ |
| 後藤可琳 28分 · 黒川真里 65分 | レポート |                        |

| 時之栖スポーツセンター裾野グラウンド, 裾野市 観客数: 77 主審: 横田碧 |

##### 決勝
| 2016年11月6日 13:00 |

| MITO EIKO FC 茨城レディース | 1 - 1    | FC十文字VENTUS |
| 柴田茜 70+2分               | レポート | 井上萌 68分    |
|                             | PK戦     |                |
|                             | 2 - 4    |                |

| 時之栖スポーツセンター裾野グラウンド, 裾野市 観客数: 74 主審: 徳永光恵 |

#### チャレンジリーグ入替戦
入替戦予選大会1位のFC十文字VENTUS、2位のMITO EIKO FC 茨城レディースとチャレンジリーグ11位のつくばFCレディース、12位のJAPANサッカーカレッジレディースが対戦。11月7日に発表された日時・会場による。第1戦を地域リーグのチームのホームゲーム、第2戦をチャレンジリーグのチームのホームゲームで実施する。
| 2016年11月13日 13:00 |

| MITO EIKO FC 茨城レディース （入替戦予選大会2位チーム） | 2 - 3    | つくばFCレディース （チャレンジリーグ11位） |
| 大武輝恵 38分 · 佐藤ケリー 46分                         | レポート | 豊嶋舞子 2分 · 齋田渚 10分, 25分            |

| ツインフィールド, 水戸市 観客数: 550 主審: 松尾久美子 |

| 2016年11月19日 17:00 |

| つくばFCレディース | 1 - 1    | MITO EIKO FC 茨城レディース |
| 豊嶋舞子 18分      | レポート | 佐藤ケリー 42分             |

| セキショウチャレンジスタジアム, つくば市 観客数: 474 主審: 井脇真理子 |

2試合合計で4 - 3でつくばFCレディースのチャレンジリーグ残留が決定した。
| 2016年11月13日 16:30 |

| FC十文字VENTUS （入替戦予選大会1位チーム） | 3 - 2    | JAPANサッカーカレッジレディース （チャレンジリーグ12位） |
| 村上真帆 10分, 20分 · 松本茉奈加 32分      | レポート | 今野瞳 90+2分 · 山崎小百合 90+3分                        |

| 十文字学園女子大学サッカーグラウンド, 新座市 観客数: 127 主審: 松下朝香 |

| 2016年11月20日 13:00 |

| JAPANサッカーカレッジレディース | 2 - 3    | FC十文字VENTUS                                  |
| 高橋さくら 2分 · 守屋栞奈 44分  | レポート | 瀧澤千聖 27分 · 松本茉奈加 42分 · 鈴木紗理 66分 |

| 新発田市五十公野公園陸上競技場, 新発田市 観客数: 128 主審: 朝倉みな子 |

2試合合計で6 - 4でFC十文字VENTUSのチャレンジリーグ昇格が決定した。